# Estadio Kenny Serracin
L'Estadio Kenny Serracin, est un stade de baseball situé dans le quartier de Doleguita à David, au Panama. Il peut accueillir 10 000 spectateurs. Inauguré le 3 novembre 1950 avec une capacité de 7000 places, il est rénové en 2010-2011 et sa capacité est portée à 10 000 places. Il est utilisé par le CB Chiriqui, club de la Ligue de baseball du Panama.
Le club de football du Chiriquí FC utilise ce stade de 1995 à 1999 en Championnat du Panama de football.
Parmi les concerts donnés dans cette enceinte, citons celui du chanteur colombien Alex Campos le 31 juillet 2010.
Ce stade est également un lieu important de la vie politique. Nombre de meetings et autres manifestations s'y tiennent régulièrement.